# Pyrausta purpuralis
Espèce
Pyrausta purpuralis, la Pyrale pourprée ou Pyrauste pourprée, est une espèce de lépidoptères (papillons) de la famille des Crambidae et du genre Pyrausta.